# Oskar Nyström
Oskar (Oskari) Aleksander Nyström, född 19 november 1879 i Uleåborg, död 19 april 1924 i Helsingfors, var en finländsk kuplettsångare, kompositör och sångtextförfattare.
När Nyström var liten önskade hans mor att han skulle utbilda sig till präst, medan fadern önskade att han skulle bli bagare. Nyström valde dock att i tonåren gå till sjöss och väl återkommen till Finland började han uppträda som kuplettsångare på caféer och restauranger. Hans tidiga repertoar var sånger av J. Alfred Tanner och Pasi Jääskeläinen, men han började snart skriva egna visor. Liksom Tanner brukade han klä sig i komiska kläder under föreställningarna, men hans färdigheter att göra volter och konster var begränsade. Han levde ett enkelt liv med små inkomster, men kunde ändå bilda familj i Helsingfors.
Via en släkting till sin hustru Ebba Falck kunde han på 1920-talet publicera ett antal sånghäften, något som flera kända kuplettsångare vid tiden gjorde, däribland Tanner, Matti Jurva och Tatu Pekkarinen. Hans sånger handlade i första hand om komiska händelser, alkoholförbudet, filmer och fattigdom. Nyström gjorde själv aldrig några skivinspelningar. Efter hans död sjöngs hans repertoar in på skiva mellan 1927 och 1929 av bland andra Heikki Tuominen, Armas Hanttu, Kuuno Sevander, Hannes Saari och Elmer Lamppa.
Den 19 april 1924 begick Nyström självmord genom att hänga sig med ett byxbälte fäst i elmätaren i sin bostad i Helsingfors. Orsaken till självmordet blev aldrig fastlagd.